# Bill Rieflin
William Frederick Rieflin dit Bill Rieflin, est un musicien américain né le 30 septembre 1960 à Seattle (État de Washington)et mort le 24 mars 2020 dans la même ville. Il est l'un des fondateurs du label de musique indépendant First World Music.
Batteur du groupe R.E.M. de 2003 à leur séparation en 2011, il a également travaillé pour de nombreux groupes et musiciens de rock, rock progressif, rock indépendant, rock industriel et metal industriel. Parmi les plus connus figurent Ministry, Revolting Cocks, LAND, KMFDM, King Crimson, Pigface qu'il a cofondé avec Martin Atkins, Swans, Chris Connelly ou encore Nine Inch Nails.

## Biographie
Bill Rieflin commence sa carrière professionnelle dans sa ville de résidence, Seattle, où il est batteur du groupe The Telepaths en 1975. Il rejoint ensuite le groupe The Blackouts constitué, outre Bill, de son frère Raymond Rieflin, Paul et Roland Barker et Erich Werner. La formation se sépare et Paul Barker rejoint le tout jeune groupe de rock industriel d'Al Jourgensen, Ministry. Bill Rieflin collabore avec Jourgensen sur le premier album de son projet annexe, Revolting Cocks : Big Sexy Land, sorti en 1985. Il participe ensuite à l'élaboration d'un des plus grands succès commerciaux de Ministry, The Land of Rape and Honey.
C'est lors de la tournée In Case You Didn't Feel Like Showing Up qu'il rencontre Martin Atkins. Ils font une partie des concerts à deux batteries et commencent à planifier la création d'un groupe de grande envergure qui permettrait à de nombreux musiciens de se rencontrer et de collaborer. Son travail au sein de Ministry se poursuit jusqu'au milieu des années 1990. Rieflin n'est cependant jamais crédité comme membre du groupe à part entière et se contente de figurer dans les musiciens additionnels. Il relève donc, lors d'une interview, que son départ du groupe lors des sessions d'enregistrement de l'album Filth Pig n'a rien d'officiel, lui-même n'ayant jamais été officiellement membre.
Disposant de plus de temps libre, Bill Rieflin aide Atkins à mettre sur pied le projet Pigface, collectif rock industriel qui réunit plusieurs centaines d'artistes, se lie d'amitié avec Chris Connelly et fonde son propre label, First World Music. Tout comme Connelly, Rieflin s'éloigne régulièrement de ses racines industrielles. Ils collaborent ainsi sur plusieurs enregistrements, dont deux, The Ultimate Seaside Companion et Largo, donnent à Rieflin l'occasion d'exercer ses talents de claviériste.
Le fait de vivre à Seattle offre à Bill Rieflin l'opportunité de se tisser un réseau de contacts avec d'autres acteurs majeurs de la scène musicale dite progressive, dont Robert Fripp et Trey Gunn du groupe de rock King Crimson, Scott McCaughey des Young Fresh Fellows, Sascha Konietzko de KMFDM et Peter Buck de R.E.M.. 
Fripp contribue à Birth of a Giant, premier album solo de Bill Rieflin, sur lequel ce dernier prend pour la première fois la place de chanteur principal. Les improvisations enregistrées lors des séances de travail sont plus tard reprises pour constituer un second album, The Repercussions of Angelic Behavior.
Bill Rieflin apparaît sur la majorité des enregistrements de KMFDM sortis depuis la seconde moitié des années 1990 jusqu'en 2003. Il est crédité comme batteur, programmeur, chanteur et claviériste. Il est en outre bassiste du groupe en 2002, lors de la tournée de promotion de l'album qui marque leur retour, ATTAK et participer en 2001 à l'album WTF?! de KMFDM. 
Il travaille comme batteur avec la formation de McCaughey, The Minus 5, dans laquelle Peter Buck fait parfois des apparitions. C'est ainsi qu'il se voit offrir une place au sein de R.E.M., qui n'a plus de batteur permanent depuis 1997, année du départ de Bill Berry. Le groupe l'emmène sur la tournée Around the Sun et annonce que Rieflin joue pour une durée indéfinie. Il reste au sein de la formation jusqu'à la dissolution du groupe en 2011. Entre-temps, il participe à la fois aux prestations live d'R.E.M. en tant que batteur, mais également aux derniers enregistrements du groupe comme dans l'album Collapse Into Now où il s'illustre à la fois à la batterie, au bouzouki, au clavier et à la guitare. Néanmoins, celui-ci est une fois de plus crédité comme musicien additionnel.
Jusqu'à la fin 2004, Bill Rieflin tient un blog. Il y fait part de ses occupations quotidiennes, de son moral, des péripéties de ses deux chats, Pim et The Egg et fait indirectement référence à ses collègues du monde de la musique. 
L'un des derniers projets en date de Bill Rieflin est un travail en collaboration avec Toyah Wilcox sous le nom de The Humans. Le duo a fait une série de concerts en Estonie à l'automne 2007. En 2011, il participe à la réalisation de l'album studio des Humans intitulé Sugar Rush. En 2017, il participe au Double Quatuor de King Crimson. Marié à l'artiste Francesa Sundsten , il résidait à Seattle.

## Groupes auxquels Bill Rieflin a participé
- 1000 Homo DJs
- Angels Of Light (The)
- Bells (The)
- Blackouts (The)
- Chainsuck
- Humans (The)
- King Crimson
- KMFDM
- LAND
- Lard
- Ministry
- Minus 5 (The)
- Pigface
- R.E.M.
- Revolting Cocks
- Robyn Hitchcock and The Venus 3
- Screamers (The)
- Swans
- Sweet 75
- Ten Seconds
- Vagaries (The)

## Slow Music Project
Tous ces albums sont disponibles sur le label indépendant Discipline Global Mobile (DGM). Robert Fripp est présent sur tous ces albums.
- 2005 : Live At The Croc 19 Oct 2005 : n° de série inconnu.
- 2008 : May 09, 2006 - Great American Music Hall, San Francisco, CA : DGMLive.com – DGMLive 1089
- 2008 : May 05, 2006 Aladdin Theater, Portland, OR : DGMLive.com – DGMLive 1087
- 2008 : May 6, 2006 - The Showbox, Seattle, WA : DGMLive.com – DGMLive 1088
- 2009 : The Coach House, San Juan Capistrano, CA - May 12, 2006 : DGMLive.com – DGMLive 1090

## Discographie solo
- Birth of a giant - Avec Robert Fripp & Trey Gunn à la guitare ainsi que Chris Connelly et Pamela Golden au chant.
- The Repercussions of Angelic Behavior - Avec Robert Fripp et Trey Gunn
- Largo - Bill Rieflin & Chris Connelly